# Henosis
Henosis (in greco antico: ἕνωσις?) è la parola greca classica per "unità", "unione" o "unicità" mistica. Nel platonismo, e in particolare nel neoplatonismo, l'obiettivo dell'enosi è l'unione con ciò che è fondamentale nella realtà: l'Uno (Τὸ Ἕν), la Sorgente o la Monade. Il concetto neoplatonico ha precedenti nelle religioni misteriche greche così come paralleli nella filosofia orientale. È ulteriormente sviluppato nel Corpus Hermeticum, nella teologia cristiana, nell'alevismo, nella soteriologia e nel misticismo, ed è un fattore importante nello sviluppo storico del monoteismo durante la tarda antichità.

## Etimologia
Il termine è relativamente comune nei testi classici e ha il significato di "unione" o "unità".

## Processo di unificazione
La henosis, o unità primordiale, è razionale e deterministica, causa non causata, emanata dall'indeterminismo. Ogni individuo come microcosmo riflette l'ordine graduale dell'universo denominato macrocosmo. Imitando il demiurgo (mente divina), ci si unisce all'Uno o Monade. Il processo di unificazione, dell'"Essere" e "L'Uno", è chiamato enosi, il cui culmine è la deificazione.

## Plotino
L'henosis o enosi per Plotino (204/5 - 270 d.C.) è stata definita nelle sue opere come un'inversione del processo ontologico di emanazione della realtà, operata dalla coscienza attraverso la meditazione (nella mente occidentale "contemplazione") al di sopra del pensiero stesso (nous, in cui risiedono le idee con cui opera il demiurgo) fino ad approdare a uno stato di nessuna divisione (diade) all'interno dell'individuo (essere). Come specificato negli scritti di Plotino sull'henologia, si può raggiungere una tabula rasa, uno stato vuoto di pensieri, ma di estrema pienezza dell'essere, in cui l'individuo può afferrare o fondersi con l'Uno. Questa assoluta semplicità significa che il nous o la persona viene quindi dissolto, completamente assorbito di nuovo nella Monade.
All'interno delle Enneadi di Plotino la Monade può essere definita il Bene al di sopra del demiurgo. La Monade o dunamis (forza) è di un'unica espressione (la volontà o l'uno è il bene), tutto è contenuto nella Monade e la Monade è tutto (panteismo). Tutta la divisione è riconciliata nell'uno, lo stadio finale prima di raggiungere la singolarità, quella che viene chiamata dualità (diade) è completamente riconciliata nella Monade, Sorgente o Uno (vedi monismo). In quanto unica, fonte o sostanza di tutte le cose, la Monade comprende tutto. In quanto infinito e indeterminato tutto è riconciliato nella dunamis, o uno. È il demiurgo o seconda emanazione che è il nous in Plotino. È il demiurgo (creatore, azione, energia) o nous che "percepisce" e quindi fa sì che la forza (potenziale o Uno) si manifesti come energia, o diade, chiamata mondo materiale. Nous come essere, essere e percezione (intelletto) manifestano ciò che viene chiamato anima (Anima Mundi).
Plotino esprime i suoi insegnamenti per riconciliare non solo Platone con Aristotele, ma anche varie religioni del mondo con cui ebbe contatti personali durante i suoi vari viaggi. Le opere di Plotino hanno un carattere ascetico in quanto rifiutano la materia come un'illusione (inesistente). La materia era trattata rigorosamente come immanente, essendo la materia essenziale al suo essere, priva di carattere vero o trascendentale, o essenza, sostanza o ousia. Questo approccio è chiamato idealismo filosofico.

### Fasi della Henosis
Fasi dell'«unione mistica con l'Uno» di Plotino, secondo Alexander J. Mazur (2021):
- Fase 1, Catarsi: auto-purificazione (aphàiresis) da ogni contaminazione con la molteplicità (di qualsiasi pensiero, conoscenza o attività mentale); "Eliminare" l'Essere stesso (Enneadi III.8.10)
- Fase 2, Auto-inversione mistica: “ritiro” dell’intelletto verso la sua fonte, focalizzato attraverso la respirazione consapevole. "L'intelletto... deve 'ritirarsi' e arrendersi a ciò che sta dietro di esso" (Enneadi III.8.9)
- Fase 3, Autofania: visione luminosa del Sé essenziale, sperimentato come pienezza silenziosa.
  - Fase 3.2, Auto-unificazione: "diventare uno tra molti" (Enneadi VI.9.3)
- Fase 4, Annientamento: dissoluzione della molteplicità dei pensieri in un unico spazio. E' analizzato nelle Enneadi VI.9
- Fase 5, Unione con l’Uno: stato di “nessun pensiero” e “nessun oggetto”, pura contemplazione.
  - Fase 5.2, Desoggettivazione

Nelle Enneadi si possono trovare passaggi che descrivono le diverse fasi dell'unione mistica con l'Uno in I.6, IV.8, VI.9, III.8, V.3, V.5, V.8 e VI.7-8.

## Giamblico di Calcide
All'interno delle opere di Giamblico di Calcide (circa 245 - circa 325 d.C.), l'Uno e la riconciliazione della divisione possono essere ottenute attraverso il processo della teurgia. Imitando il demiurgo, l'individuo viene restituito al cosmo per attuare la volontà della mente divina. Si passa attraverso una serie di teurgie o rituali che uniscono l'iniziato alla Monade. Questi rituali imitano l'ordinarsi del caos dell'Universo nel mondo materiale o cosmo. Imitano anche le azioni del demiurgo come creatore del mondo materiale. Giamblico usava i rituali delle religioni misteriche per eseguire rituali sull'individuo, e unire la sua persona esteriore con quella interiore. Così, una persona senza conflitto, interno o esterno, è unito (henosis) ed è l'Uno (hen).

## Cristianesimo ortodosso orientale
Nel cristianesimo ortodosso orientale, ma anche nel misticismo occidentale, l'enosi può essere acquisita con la teoria, l'esicasmo e la preghiera contemplativa. Tuttavia, il concetto di theosis, o deificazione, differisce dall'henosis, poiché gli esseri creati non possono diventare Dio nella sua essenza trascendente, o ousia, ma solo condividendo la forza del suo amore, vale a dire una partecipazione alla vita di Dio.